# Jakub Bureš
Jakub Bureš (* 26. května 1981) je bývalý český fotbalista, obránce. 

## Fotbalová kariéra
V české lize hrál za FK Chmel Blšany, 1. FC Synot, Slezský FC Opava a SK České Budějovice. Nastoupil ve 131 ligových utkáních a dal 7 gólů. Kariéru zakončil na Slovensku v MFK Ružomberok a v nižších soutěžích v týmu SK Sparta Krč.

## Ligová bilance
| Ročník                   | Zápasy | Góly | Klub                       |
| ------------------------ | ------ | ---- | -------------------------- |
| Gambrinus liga 1999/2000 | 11     | 0    | FK Chmel Blšany            |
| Gambrinus liga 2000/2001 | 27     | 0    | FK Chmel Blšany            |
| Gambrinus liga 2001/2002 | 13     | 0    | FK Chmel Blšany            |
| Gambrinus liga 2002/2003 | 30     | 4    | FK Chmel Blšany            |
| Gambrinus liga 2003/2004 | 5      | 0    | FK Chmel Blšany            |
| Gambrinus liga 2003/2004 | 11     | 1    | 1. FC Synot                |
| Gambrinus liga 2004/2005 | 24     | 2    | Slezský FC Opava           |
| Gambrinus liga 2005/2006 | 2      | 0    | 1. FC Slovácko             |
| Gambrinus liga 2006/2007 | 8      | 0    | SK Dynamo České Budějovice |
| Corgoň liga 2007/2008    | -      | -    | MFK Ružomberok             |
| CELKEM 1. česká liga     | 131    | 7    |                            |